# Puerto Bolívar (Ecuador)
Puerto Bolívar es una parroquia urbana y puerto marítimo que pertenece al cantón de Machala en la provincia de El Oro, Ecuador. Es el segundo puerto de embarque de plátanos -solo por detrás del de Guayaquil, que maneja el 74% de la fruta- cuyo principal destino es Europa. El 26% de la producción bananera de Ecuador se embarca a través de este puerto.
En 1883 ocupaba la Presidencia Municipal del Cantón Machala don Catalino Serrano, quien el 18 de diciembre de dicho año fundó definitivamente el Puerto de Bolívar.
El puerto fue nombrado en honor de Simón Bolívar (1783-1830). El 27 de julio de 1941, durante la guerra peruano-ecuatoriana, una unidad de paracaidistas peruanos tomaron Puerto Bolívar en lo que fue la primera acción bélica de esa naturaleza en el hemisferio occidental.
Tras la firma del acuerdo de paz entre Ecuador y Perú en el año 1998, se incrementó el intercambio comercial entre los dos países, desde ese entonces se acrecentó la carga en tránsito por los muelles de Puerto Bolívar, provenientes especialmente del norte peruano, para los mercados norteamericano y europeo. El Grupo Binacional para la promoción Inversión Privada (GBPIP) en el marco del Plan Binacional Ecuador – Perú incentiva la creación de un eje portuario binacional de complementariedad de los puertos de Paita en Perú y de Puerto Bolívar en Ecuador para acrecentar el comercio marítimo y terrestre entre los dos países.
En el 2018, el movimiento portuario en el Puerto Bolívar (APPB) fue de 113,515 TEU ubicándose en el puesto 60 en la lista de actividad portuaria de América Latina y el Caribe.

## Situación geográfica
Con una ubicación privilegiada, Puerto Bolívar, el segundo puerto del Ecuador, está situado en la provincia de El Oro. Protegido por el Archipiélago de Jambelí, solo lo distancia 4.5 millas náuticas, desde la boya de mar hasta sus atracaderos.
Su estratégica posición en la capital bananera del mundo, le permite estar a solamente 13 millas de las rutas de tráfico internacional, cerca del Canal de Panamá que comunica al resto del mundo.

## Infraestructura

### Instalaciones físicas
Muelle de Espigón
Con dos frentes de atraque, longitud de 130m, y ancho de 30m, calado de 10.5 Estructura: 1 losa y pilotes de hormigón.
Muelle Marginal
Longitud 365 m Ancho 25 m. Calado 10.5 m, permite el atraque simultáneo de 2 buques de hasta 27 000 TB. Estructura de hormigón armado.
Muelle de cabotaje
Especial para el servicio al turismo, extensión 60 m calado 5.70 m
Áreas de Almacenamiento
Puerto Bolívar cuenta con 27.104 m² de bodegas y patios con servicio para el almacenamiento de mercancías.
6 bodegas para carga general con un total de 10.152 m²
6 bodegas para paletizado de banano con un total de 14.592 m²
1 bodega de 2.360 m. para graneles.
Áreas de parqueaderos
Parqueadero para vehículos pesados, especial para bananeros con una área de 50.318 m²
Parqueadero para vehículos livianos en el área operativa con una superficie de 1.530 m²
Parqueadero en el área administrativa y bancaria 2.290 m²
Edificio antinarcóticos
Con 1600 metros de instalaciones para el control de narcóticos, con dotación de escáner y perros adiestrados para detección de estupefacientes y sustancias psicotrópicas.